# 松田瑞穂
松田 瑞穂（まつだ みずほ、男性、1921年7月2日 - 1998年8月13日）は、日本の実業家。株式会社吉野家初代社長。

## 来歴
- 中央大学法学部卒業
- 1958年、父親が創業した牛丼店・吉野家を株式会社化し、株式会社吉野家を設立。チェーン展開を開始
- 1959年、初のチェーン店となる築地1号店を東京都中央区に開店
- 1975年、アメリカ進出を果たす
- 1980年、業績不振に陥り、会社更生法の適用を申請。
- 1983年、吉野家の経営権をセゾングループに移し、経営の一線から退いた。